# Kramrowo
Kramrowo (też Kramrów Dwór, Kramry Dwór, Kramrówo, niem. Kramershof, też Kramersdorf, Kramershoff) – zanikła wieś w Polsce położona na terenie obecnego województwie pomorskim, w powiecie kwidzyńskim, w gminie Kwidzyn.

## Historia
Osada Kramrowo wzmiankowana była już w 1682 jako (Kramorowo Dwór). W 1773 była to wieś sołecka, w 1910 stanowiła gminę w powiecie kwidzyńskim.
W 1905 miejscowość liczyła 45 mieszkańców, w 1910 - 33, a w 1921 - 59
W 1911 na 60 dzieci we wsi, 57 mówiło po polsku. Od 7 lipca 1919 do stycznia 1920 miejscowość wchodziła w skład tzw. Republiki Gniewskiej. 11 lipca 1920 roku w plebiscycie na Powiślu 50 procent miejscowej ludności opowiedziało się za Polską. W efekcie, na podstawie decyzji Rady Ambasadorów z 12 sierpnia 1920, od 16 sierpnia 1920 Kramrowo z kilkoma pobliskimi miejscowościami (Pólko Małe, Bursztych, Nowe Lignowy) stanowiło enklawę polską na wschodnim brzegu Wisły (potocznie nazywaną Małą Polską). Oficjalne przejęcie wsi nastąpiło 24 sierpnia 1920. W przededniu wojny Kramrowo zamieszkiwało 50 osób. W latach 1920–1932 miejscowość należała do powiatu gniewskiego, a po jego likwidacji do powiatu tczewskiego. W okresie okupacji w gminie Janowo w powiecie kwidzyńskim. 1 stycznia 1953 roku gminę Janowo wyłączono z powiatu tczewskiego i włączono do powiatu kwidzyńskiego.